# Pneumoperitoneu
Pneumoperitoneu és la presencia anormal d'aire o d'un altre gas) a la cavitat peritoneal, un espai potencial dins de la cavitat abdominal. La causa més freqüent és un òrgan abdominal perforat, generalment per una úlcera pèptica perforada, tot i que qualsevol part de l'intestí es pot perforar per una úlcera benigna, tumor o traumatisme abdominal. Un apèndix perforat poques vegades provoca un pneumoperitoneu.
El pneumoperitoneu espontani és un cas rar que no és causat per una ruptura d'un òrgan abdominal. Això també s'anomena pneumoperitoneu espontani idiopàtic quan no se'n coneix la causa.
A mitjans del segle xx, de vegades es provocava intencionadament un pneumoperitoneu "artificial" com a tractament per a una hèrnia d'hiat. Això es va aconseguir insuflant l'abdomen amb diòxid de carboni. Actualment la pràctica és utilitzada pels equips quirúrgics per tal d'ajudar en la realització de la cirurgia laparoscòpica.

## Causes
- Úlcera duodenal/Úlcera pèptica perforades: la causa més freqüent de ruptura a l'abdomen; sobretot de la cara anterior de la primera part del duodè.[1]
- Obstrucció intestinal[2][3]
- Ruptura d'un diverticle[4]
- Trauma penetrant a l'abdomen[5]
- Malaltia inflamatòria intestinal complicada (p. ex., amb megacòlon tòxic)[6]
- Enterocolitis necrotitzant/Pneumatosi intestinal,[7] a vegades induïda per la presa de glucocorticoides
- Càncer d'intestí[8]
- Colitis isquèmica[9][10][11]
- Després d'una laparotomia o una laparoscòpia
- Trencament de d'una anastomosi quirúrgica
- Lesió intestinal després de l'endoscòpia
- Diàlisi peritoneal, s'estima que la prevalença del pneumoperitoneu és inferior al 4% en els pacients que la precisen.[12]
- Insuflació vaginal (l'aire entra per les trompes de Fal·lopi; per exemple, esquí aquàtic,[13] sexe oral)[14][15]
- Infecció colònica o peritoneal
- Del tòrax (p. ex., fístula broncopleural)